# Callirrhoé et Corésos
Pour les articles homonymes, voir Callirrhoé et Corésos.

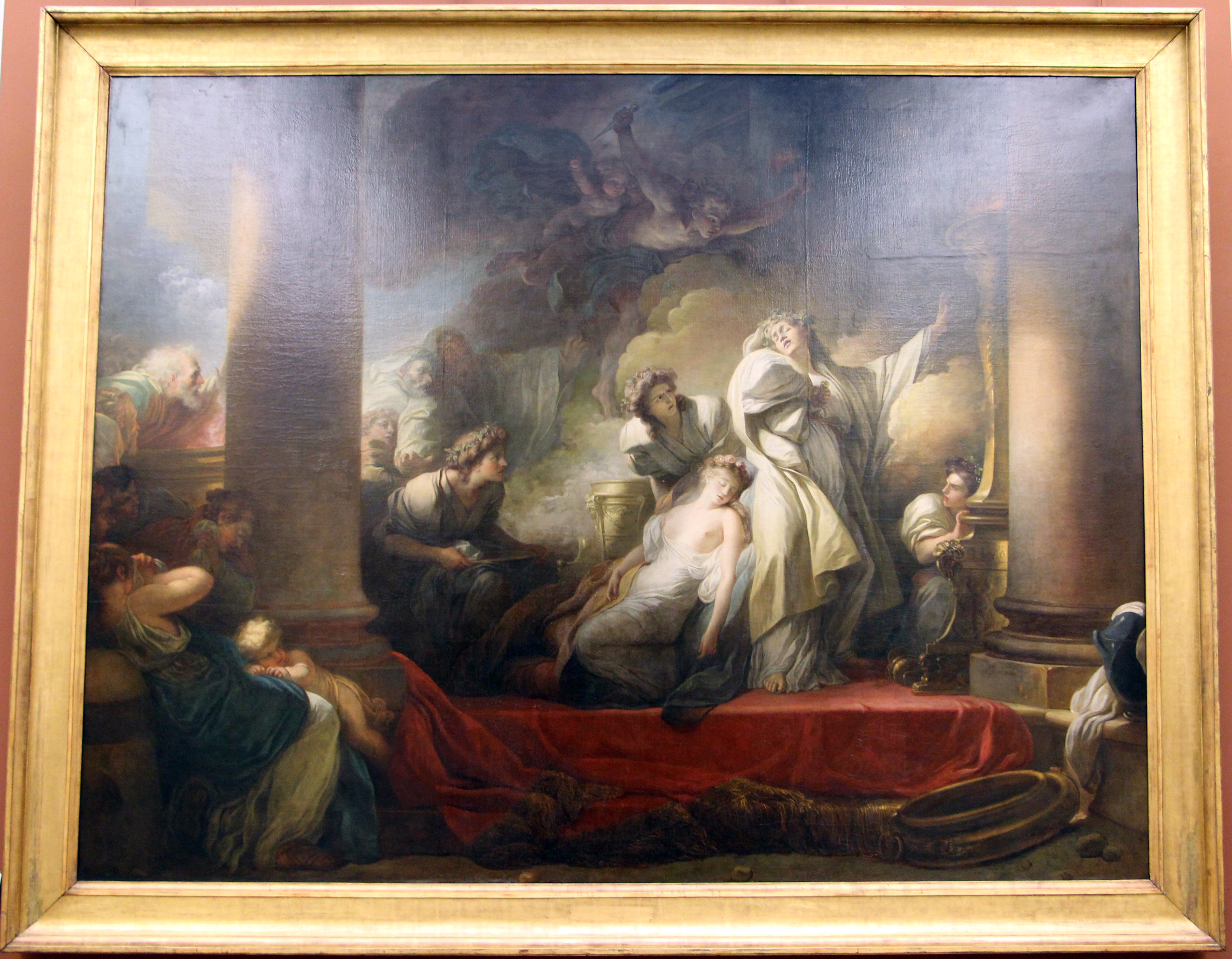
Tableau du thème par Jean-Honoré Fragonard (1765).

Dans la mythologie grecque, Callirrhoé et Corésos (en grec ancien Καλλιρόη / Kalliróê et Κόρεσος / Kóresos) sont un couple au destin tragique.
Leur légende est essentiellement rapportée par Pausanias : Callirrhoé, une jeune fille de Calydon, repousse l'amour de Corésos, prêtre de Dionysos. Le prêtre suppliant la statue du dieu, celui-ci intervient en frappant la ville entière d'une folie mortelle. Les Calydoniens consultent alors l'oracle de Dodone, qui leur apprend que la malédiction ne cessera que lorsque Callirrhoé aura été sacrifiée, ou bien quelqu'un qui acceptera de prendre sa place. La jeune fille ne trouvant personne pour la remplacer accepte de subir son sort ; chargé du sacrifice, Corésos hésite puis finalement retourne son couteau contre lui. Callirrhoé, enfin touchée, se sacrifie à son tour.

## Dans les arts
- Le grand prêtre Corésus se sacrifie pour sauver Callirhoé par Jean-Honoré Fragonard (1765).